# La Haie-Traversaine

La Haie-Traversaine este o comună în departamentul Mayenne, Franța. În 2009 avea o populație de 498 de locuitori.